# Notocirrus californiensis
Notocirrus californiensis är en ringmaskart som beskrevs av Hartman 1944. Notocirrus californiensis ingår i släktet Notocirrus och familjen Oenonidae. Inga underarter finns listade i Catalogue of Life.